# Wiranto
Wiranto (Yogyakarta, 4 april 1947) is een Indonesisch politicus en oud-generaal. Hij was van februari 1998 tot oktober 1999 opperbevelhebber van het Indonesische leger en was presidentskandidaat bij de verkiezingen van 2004. Van 2016 tot 2019 was hij coördinerend minister van Nationale Veiligheid in het kabinet van president Joko Widodo. Sinds 2019 is hij voorzitter van de adviesraad van de president.

## Levensloop
Wiranto wilde aanvankelijk architect worden, maar had daar niet de financiële mogelijkheden voor. In plaats daarvan volgde hij een opleiding aan de Nationale Militaire Academie. Na zijn afstuderen in 1968 klom hij langzaam op binnen de legerrangen. In 1989 werd hij benoemd tot adjudant van president Soeharto. Dat bleek een belangrijke springplank voor zijn verdere carrière. 
In februari 1998 werd Wiranto benoemd tot commandant van de Indonesische strijdkrachten (ABRI) en tegelijkertijd nam hij zitting in de regering als minister van Defensie en Veiligheid. Op dat moment was de positie van Soeharto, mede als gevolg van de Aziatische financiële crisis al wankel. Massale studentenprotesten bedreigden zijn positie. Er was sprake van een dubbele houding van Wiranto richting Soeharto. Zo steunde hij de roep voor hervormingen, maar predikte de weg der geleidelijkheid. Pas toen het duidelijk was dat het kabinet de president zou dwingen af te treden, ging de generaal overstag en riep hem op zijn positie ter beschikking te stellen. Op het moment dat Soeharto aftrad verklaarde Wiranto dat de oud-president en zijn familie ook in de toekomst konden rekenen op de bescherming van het leger.
Wiranto bleef in functie onder Soeharto's opvolger Bacharuddin Jusuf Habibie. De opperbevelhebber kondigde plannen aan om het leger te hervormen. In diezelfde periode streefde Oost-Timor naar onafhankelijkheid. Het Indonesische leger was daarop tegen. Door het leger gesteunde milities vermoorden in de paar maanden meer dan 2000 mensen, voordat de Verenigde Naties ingreep. De VN wees de generaal later aan als een van de hoofdverantwoordelijken van de mensenrechtenschendingen, maar hij werd niet vervolgd.
In 2000 wilde de nieuwe Indonesische president Wahid dat zoveel mogelijk geledingen uit de Indonesische maatschappij in zijn kabinet vertegenwoordigd waren en vroeg daarom Wiranto als coördinerend minister van Veiligheid. Na drie maanden dwong Wahid hem al om af te treden vanwege de toenemende beschuldigingen van mensenrechtenschendingen op Oost-Timor. Bovendien zou het ministerschap van Wiranto een blokkade kunnen vormen voor de hervorming van het leger. Na zijn aftreden ontpopte Wiranto zich als zanger. Hij produceerde een zeer succesvolle zwijmel-cd ('Mijn Indonesië, voor jou').

De voormalige generaal stelde zich in augustus 2003 verkiesbaar voor het presidentschap namens Golkar. Hij won de interne voorverkiezingen. Solahuddin Wahid, broer van de voormalige president, was zijn running mate. De smetteloze reputatie van Wahid moest een tegenwicht bieden tegen alle beschuldigingen die aan Wiranto kleefden. Wiranto werd in de eerste ronde derde met 22.2 procent van de stemmen. De verkiezingen werden uiteindelijk gewonnen door Susilo Bambang Yudhoyono in de tweede ronde de zittende president Megawati Soekarnoputri versloeg. Een poging om daarna gekozen te worden als voorzitter van het parlement mislukte ook.
Twee jaar later verliet Wiranto Golkar en werd de eerste voorzitter van de nieuw gevormde partij Hanura. In 2009 was hij aan de zijde van Jusuf Kalla kandidaat voor het vicepresidentschap. Het duo strandde in de eerste ronde met nu slechts 12.4 procent van de stemmen. In 2014 wilde de oud-generaal zich opnieuw verkiesbaar stellen voor het presidentschap, maar hij wist onvoldoende steun in het parlement te verwerven om daadwerkelijk mee te  mogen doen. Daarna keerde hij onder de nieuwe president Joko Widodo terug in de regering als coördinerend minister van Nationale Veiligheid in het kabinet.
Wiranto was op 10 oktober 2019 het slachtoffer van een aanslag. Hij kreeg twee messteken tijdens een bezoek in de provincie Bantam. De dader was lid van de groep Jamaah Ansharut Daulah, die gelieerd was aan de terreurbeweging ISIS. Tien dagen later volgde zijn ontslag uit de regering en benoeming tot voorzitter van de adviesraad.